# 西部海岸线
西部海岸线（英语：West Coastway Line）是英格兰的一条铁路线，连接人口稠密的布莱顿、霍夫、利特尔汉普顿、南安普顿和朴茨茅斯，覆盖130万人。它有到利特尔汉普顿和博格诺里吉斯的支线。一些火车使用该路线运行往返伦敦的客运服务，尤其是那些前往上述支线上的车站的列车。
从布莱顿出发，东部海岸线继续经雷威斯、伊斯特本和贝克斯希尔到达黑斯廷斯，然后经马什林克线（Marshlink Line）到达肯特郡的阿什福德国际。
朴茨茅斯市以东的路段在第二次世界大战前由南方铁路进行电气化。1980年代后期向西以远的电气化工程使电气化列车能够经由纳特利至南安普顿或通过博特利到伊斯特利的整个路线行驶。伦敦和西南铁路在位于朴茨茅斯以北的兰斯通港内陆海岸的法灵顿交界处以西运行。这部分的列车服务在电气化之前是独立的，这是拥有不同的原始铁路公司的痕迹。

## 定义和电气化
西海岸线几乎都位于萨塞克斯和汉普郡南海岸的旁边或几英里之内，在布莱顿和南安普顿之间。 
在朴茨茅斯以东，该线路在二战前由南方铁路分两个阶段电气化（使用 750 V DC第三轨）：
1. 1933 年，布莱顿到西沃辛。 [4][5]
2. 1938 年，西沃辛到哈文特（与电气化的朴茨茅斯直达线合并），包括利特尔汉普顿和Bognor支线。

## 服务
南方铁路是朴茨茅斯以东铁路客运服务和车站的主要运营商。多年来，服务模式有所不同，但始终包括从布莱顿到朴茨茅斯的慢车服务（停靠大多数或所有车站）；从伦敦维多利亚经盖特威克机场经由普雷斯顿公园和霍夫之间的隧道并避开布莱顿，最后运行到利特尔汉普顿的定期服务（2016 年）；类似的服务扩展到奇切斯特、朴茨茅斯和南安普顿，特别是在运营商之间公开竞争的最初几十年，利用法定和协商的运营权。同时也有从伦敦维多利亚经盖特威克机场和阿伦谷线到博格诺里吉斯或沿着西部海岸线继续行驶至朴茨茅斯或南安普敦的列车服务。南方铁路的所有服务均由电力动力分散式列车运行。这些火车中有许多在途中重联，以前在Barnham Junction，现在在霍舍姆站。
朴茨茅斯以西的部分通常会看到来自三个运营商的列车。这部分的车站由西南铁路管理，运营从朴茨茅斯到南安普敦或伦敦滑铁卢的定期服务（不经由朴茨茅斯直达线，而是绕行法勒姆、博特利、黑德茲恩德和伊斯特利）。大西铁路运营从朴茨茅斯到布里斯托尔寺院和卡地夫中央的柴油客运列车，偶尔也提供前往西部乡村或大莫尔文的服务。南方铁路在布莱顿和南安普顿中央之间与伦敦维多利亚和南安普顿之间以每小时运行一班车。电气化时引入的南安普顿到伦敦维多利亚的火车创造了许多直达路线，从南安普顿、斯旺威克、法勒姆和科舍姆到西萨塞克斯海岸，特别是到盖特威克机场。

## 历史
现在西部海岸线的线路由五家不同的公司在1840年至1889年间分阶段建造。
从布莱顿到肖勒姆的线路是伦敦和布莱顿铁路的一个支线，于1840年5月12日开通，在布莱顿主线建成之前。布莱顿和奇切斯特铁路将这条线路在1845年11月24日延伸至沃辛，1846年3月16日延伸至阿伦德尔和利特尔汉普顿，1846年6月8日延伸至奇切斯特。1846年7月，上述两家公司与其他公司合并形成伦敦、布莱顿和南海岸铁路（LBSCR）。1847年3月15日延伸至哈文特，1847年6月14日延伸至朴茨茅斯。在1848年10月1日，从Fareham到Portcreek Junction的LSWR线路开通（连接至Eastleigh-Fareham 线）之后，该路段的一部分与伦敦和西南铁路（LSWR）共同拥有。
南安普顿和内特利铁路在内特利修建了一条连接维多利亚军事医院的线路，于 1866 年 3 月 5 日开通，由LSWR运营。1889 年9月2日，LSWR 开通了从内特利到法勒姆的最后一条连接线。
与此同时，LBSCR于1863年8月17日开开通至利特尔汉普顿的支线，并于 1864 年 6 月 1 日开通了至Bognor Regis的支线。

## 发展、主要工程特点和次要车站关闭
- 在西部海岸线行驶的列车从1 号、2 号和3 号站台沿弯道离开布莱顿主线。
- 荷兰路站于1905年启用，1956年关闭。该站当关闭时，它是西部海岸线上唯一保留木地板的车站。[6]这个车站位于荷兰路桥的西边。冬季，在上行线（布莱顿方向）旁偶尔可以看到街道上的台阶和混凝土支架的遗迹。

注：荷兰路桥以东是第一个霍夫站（1840年至1880年）的所在地，该地点后来被用作商业煤场。
西部海岸线在St Denys的交汇处与西南主线的路线汇合